# Sil (cognom)
Sil (en llatí Silus) era un cognomen romà que volia dir persona amb el nas girat.
Tant el nom de Sil, com els de Siló, Sili i Silà semblen tenir el mateix origen i significat. El significat l'explica Pescenni Fest.